# Trimerophyton
Trimerophyton ist eine fossile Pflanzengattung, die aus dem Devon bekannt ist und zu den basalen Gefäßpflanzen gezählt wird. 
Es sind keine ganzen Pflanzen bekannt. Die Sprosse der bekannten Fossilien haben einen Durchmesser von rund einem Zentimeter und bestehen aus zahlreichen, schraubig angeordneten Seitenzweigen. Die primären und sekundären Verzweigungen sind dreifach gabelig (trichotom), die weiteren Verzweigungen dann einfach gabelig (dichotom). An den Endzweigen stehen aufrechte Sporangien in Dreiergruppen.
In Trimerophyton gibt es Gewebe, das als Phloem interpretiert wird. Damit würde es zu den ältesten Funden von Phloem zählen.
Möglicherweise sind die als Trimerophyton bezeichneten Fossilien Zweige von Pertica.
Funde von Trimerophyton stammen vorwiegend aus der Gaspé-Region in Kanada und werden zeitlich dem Devon zugeordnet, das von 416 bis 359 Mio. Jahre vor heute dauerte.

## Botanische Geschichte
Die Typusart Trimerophyton robustius wurde ursprünglich von J. W. Dawson 1859 als Psilophyton robustius beschrieben. 1956 wurde sie in eine eigene Gattung gestellt.

## Belege
- Thomas N. Taylor, Edith L. Taylor: The Biology and Evolution of Fossil Plants. Prentice Hall, Englewood Cliffs 1993, S. 223. ISBN 0-13-651589-4